# Татевський університет
Татевський університет — найбільший середньовічний університет у Вірменії, заснований в 1373 році Ованесом Воротнеці в Татевському монастирі.

## Екскурс
Справжнім періодом розквіту і слави Татевського монастиря можна вважати ті часи, коли в обителі діяв найбільший в середньовічній Вірменії університет. Він був заснований в кінці XIV столітті, і протягом півстоліття залишався єдиним дієвим університетом Східної Вірменії. В університеті було три факультети: філософсько-богословський, каліграфії та мініатюри, музики. Тут викладали філософію, теологію, граматику, фізику, математику і астрономію, каліграфію, рідну мову, літературу, історію та архітектуру, навчали мистецтва мініатюри і стінного розпису, основ живопису і техніки оформлення книг. Університет готував сановників, богословів, педагогів та фахівців з переписування манускриптів. Навчання тривало 7—8 років. У Татеві, крім 500 ченців, жили також філософи, музиканти, письменники і художники. Розквіт університету пов'язаний з діяльністю ректорів Ованеса Воротнеці (1315—1388) і Григора Татеваці (1346—1410). Засновник Татевского університету, Ованес Воротнеці викладав у Гладзорському університеті. Перебравшись в Татев, він удосконалив навчальну програму, регламентував процес прийому студентів і кваліфікації викладачів. Одним з найбільш блискучих його студентів був Григор Татеваці, який після смерті наставника прийняв естафету і підняв університет на новий рівень, перетворивши його у всевірменський науково-культурний та духовний центр.
Татевський університет проіснував до 1435 року, коли кіннота Шахруха, молодшого сина і наступника Тимура, спалила обитель.

## Відомі представники
- Ованес Воротнеці (1315—1386) — філософ, педагог. Засновник університету
- Григор Татеваці (1346—1409) — філософ, богослов, учень Ованеса Воротнеці. Змінив останнього на посаді ректора
- Аракел Сюнеці (1350—1425) — поет, музикант, граматик, філософ, учень Воротнеці. Пізніше викладав в університеті
- Товма Мецопеці (1378—1446) — історик, педагог, учень Григора Татеваці
- Мхітар Татеваці (XIV—XV ст.) — педагог. Став ректором після Григора Татеваці
- Ованес Гермонеці[ru] (XV століття) — богослов
- Маттеос Джугаєці[ru] (XV століття) — філософ, коментатор. Був ректором університету
- Арістакес Себастаці[ru] (XV століття) — письменник, деякий час навчався в університеті

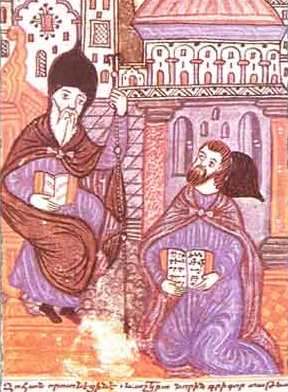
Ованес Воротнеці и Григор Татеваці
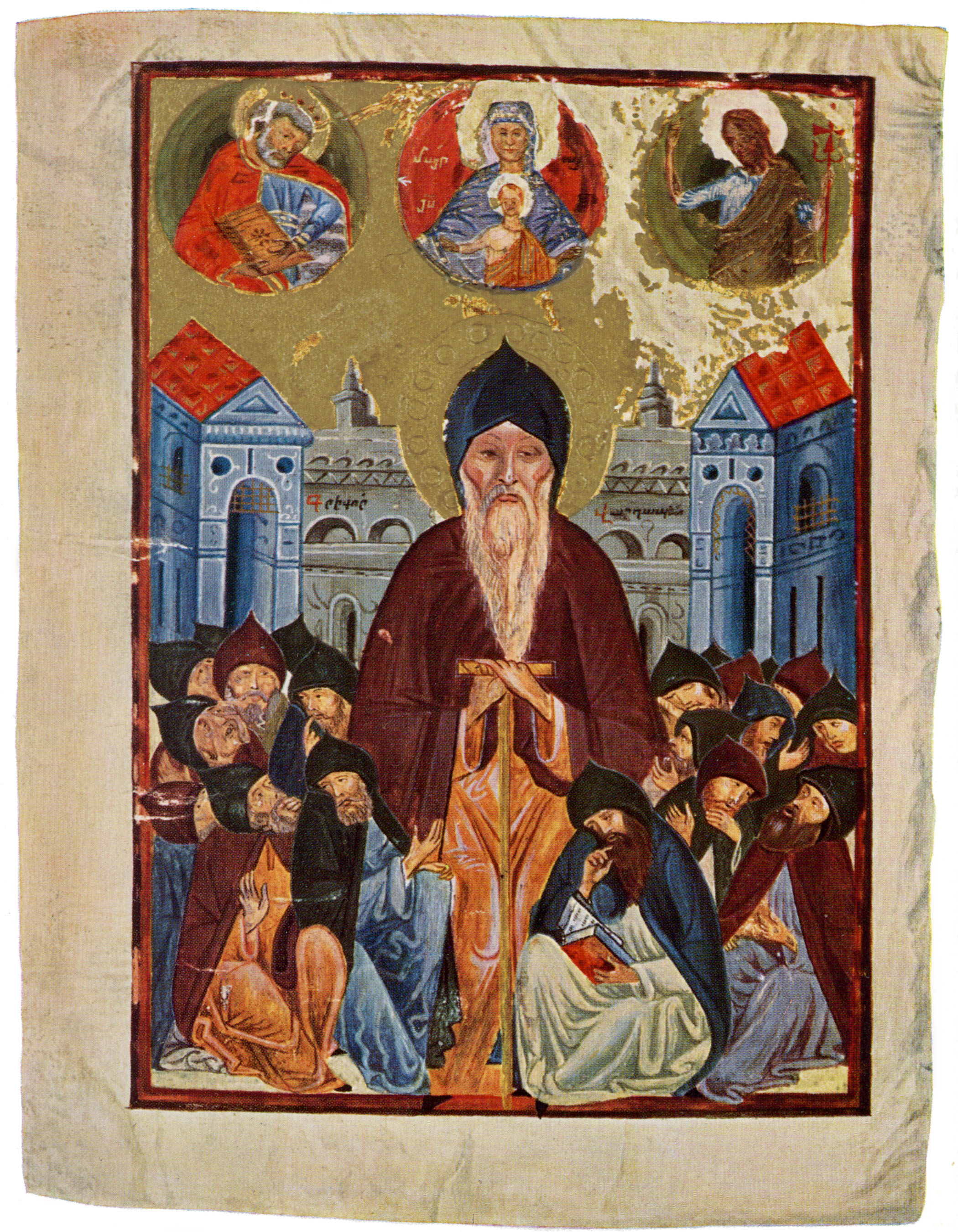
Григор Татеваці (мініатюра 1449 року)
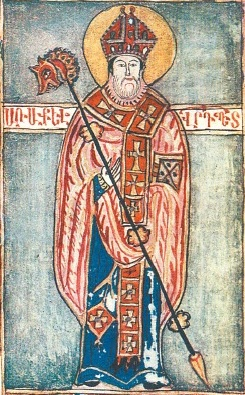
Аракел Сюнеці
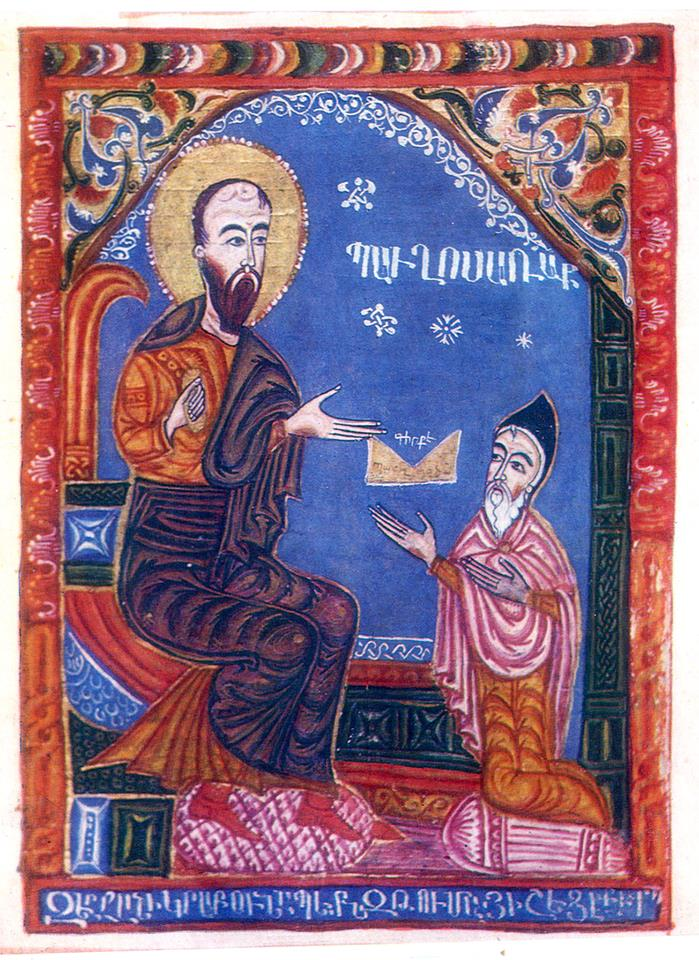
Товма Мецопеці
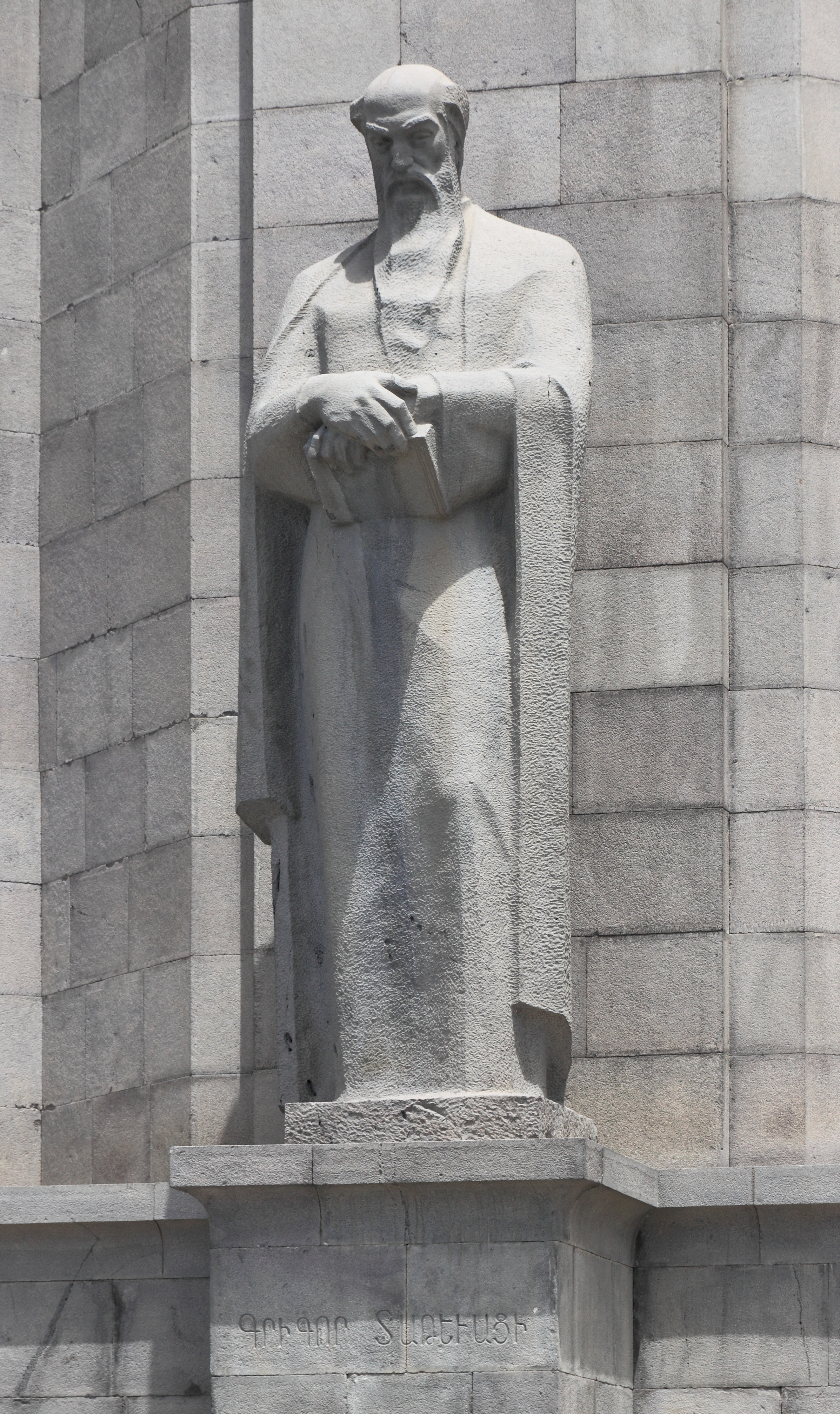
Статуя Григора Татеваці. Матенадаран. Єреван, Вірменія.

- Григор Татеваці

(мініатюра 1449 року)
- Аракел Сюнеці
- Товма Мецопеці
- Статуя Григора Татеваці. Матенадаран. Єреван, Вірменія.